# كوشك العليا (دشت روم)
كوشك العليا (بالفارسية: کوشک علیا) هي قرية تقع في إيران في قسم دشت روم الريفي. يقدر عدد سكانها بـ 638 نسمة بحسب إحصاء 2016.